# Dzwonnik nagoszyi
Dzwonnik nagoszyi (Procnias nudicollis) – gatunek średniej wielkości ptaka z rodziny bławatnikowatych (Cotingidae). Zasiedla wschodnią Amerykę Południową. Bliski zagrożenia wyginięciem. Nie wyróżnia się podgatunków.

## Morfologia

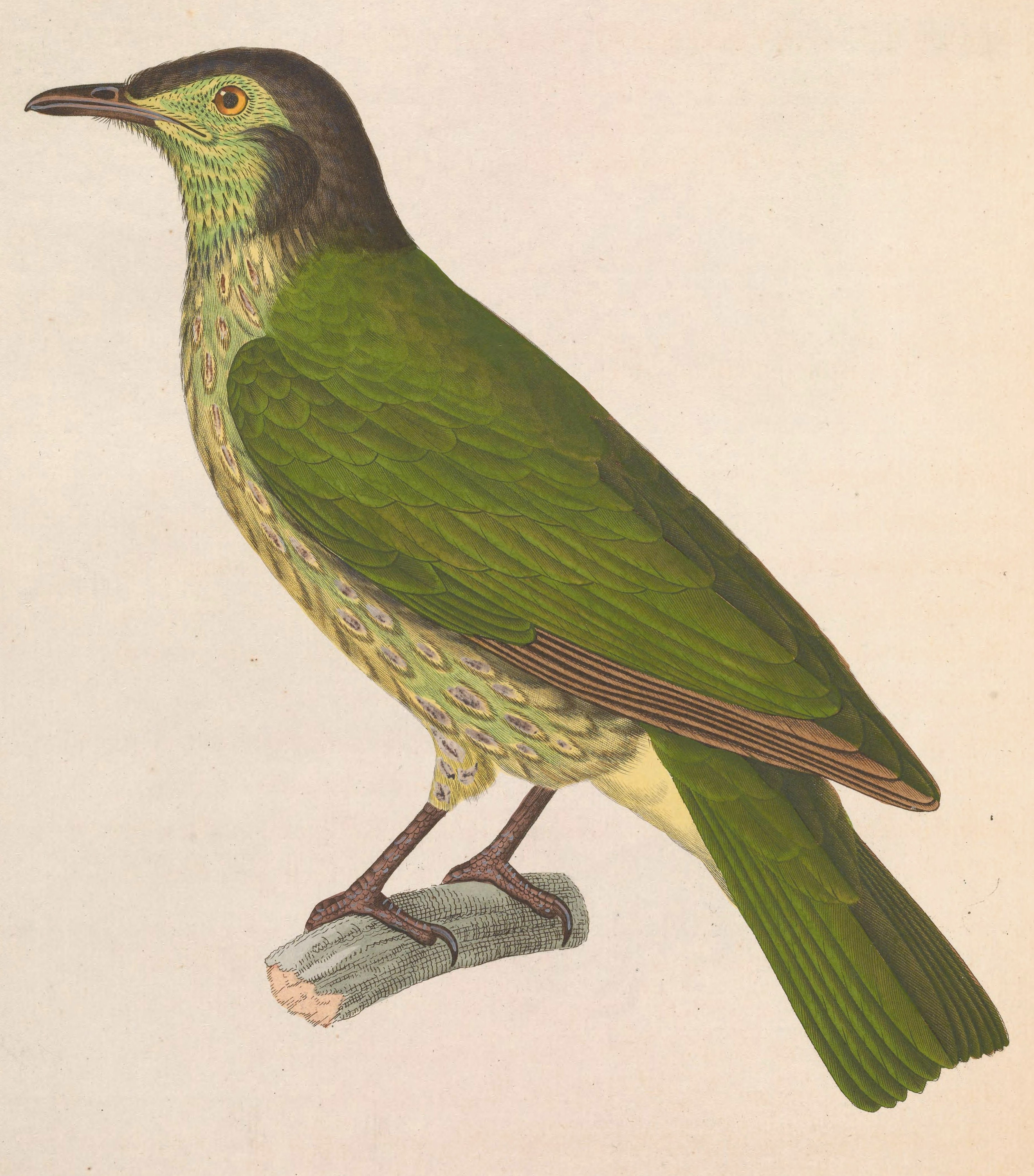
Samica na ilustracji z książki z 1838 roku

Całkowita długość ciała wynosi około 27,9 cm, z czego 8,9 cm przypada na ogon. Skrzydło mierzy 15,7 cm (wymiary dla okazów z Muzeum Brytyjskiego). U samca większa część upierzenia biała. Bogi głowy i gardło cechuje naga, zielona skóra. Dziób czarniawy. Nogi i stopy brązowe. Samica z wierzchu zielona, wierzch głowy ciemniejszy. Od spodu żółtawa, pokryta zielonymi paskami. Gardło szarawe w czarne pasy. Okolice kloaki żółtawe. Masa ciała wynosi 150–225 g.

## Zasięg występowania
Występuje na dużym obszarze wschodniej Brazylii (od Alagoas na południe do Rio Grande do Sul), w północno-wschodniej Argentynie (Misiones, raz odnotowany w Corrientes) oraz we wschodnim Paragwaju. Spotykany do wysokości 1150 m n.p.m. Środowisko życia stanowią nizinne i podgórskie lasy pierwotne, choć spotykany jest też w lasach wtórnych.

## Głos
Samiec, siedząc na wystającej gałęzi, odzywa się metalicznym dźwiękiem, przypominającym uderzanie młotem o kowadło.

## W niewoli
Dzwonnik nagoszyi znalazł się w pochodzącym z 1851 roku spisie zwierząt z Knowsley Hall – znajdowała się tam menażeria i ptaszarnia; co ciekawe przypisano go do nieistniejącej obecnie rodziny Ampelidae.

## Status zagrożenia
IUCN od 2020 klasyfikuje dzwonnika nagoszyjego jako gatunek bliski zagrożenia (NT, Near Threatened); wcześniej, od 2004 miał on status gatunku narażonego na wyginięcie (VU, Vulnerable). W 2020 populację szacowano na 80–130 tysięcy dorosłych osobników. Trend liczebności uznawany jest za spadkowy. Zagrożenie stanowi wycinka lasów oraz odłów ptaków do niewoli. Gatunek ten występuje aż w 66 ostojach ptaków IBA, w tym w parkach narodowych – Park Narodowy Iguazú (Argentyna), Park Narodowy Boa Nova, Park Narodowy Chapada Diamantina, Park Narodowy Caparaó, Park Narodowy Iguaçu (Brazylia) oraz Park Narodowy San Rafael (Paragwaj).